# Cercopithecidae
Cercopithecidae é uma família de primatas dentro da superfamília Cercopithecoidea, no clado Catarrhini. Também são chamados de macacos do Velho Mundo. São nativos da África e Ásia, habitando vários ambientes, desde savanas até florestas tropicais, terrenos montanhosos, e áreas semi-áridas. Existe registro fóssil na Europa. Atualmente, apenas uma espécie, possivelmente introduzida, habita a Europa, em Gibraltar. Os babuínos, mandril e langures são exemplos de Cercopithecidae.

## Características
São macacos de médio a grande porte, e possuem formas arborícolas como os do gênero Colobus e formas essencialmente terrestres, como os babuínos. As menores espécies são do gênero Miopithecus, com comprimento do corpo entre 34 e 37 cm, e pesando entre 700 g e 1,3 kg, enquanto que o maior é o mandril, com cerca de 70 cm de comprimento e pesando mais de 50 kg.
Diferem dos hominoides por possuírem cauda, e ao contrário do que observado com os macacos do Novo Mundo, a cauda nunca é preênsil. Tecnicamente, a distinção entre catarrinos e platirrinos depende da estrutura do nariz, e a distinção entre Cercopithecidae e Hominoidea depende da dentição (o número nos dois é o mesmo, mas diferem em termo de morfologia).

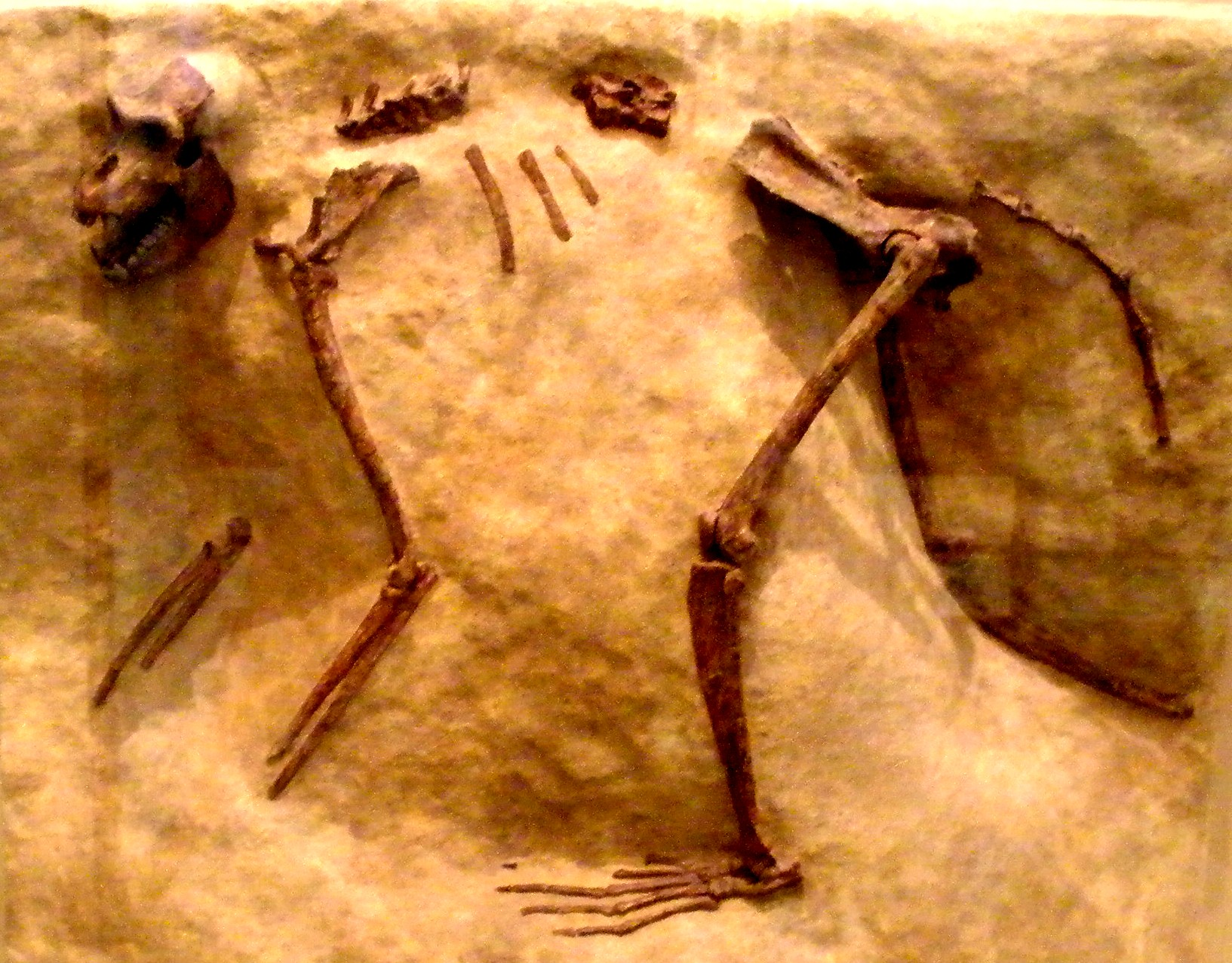
Paracolobus chemeroni

Muitos cercopitecídeos possuem características estranhas. Os macacos do gênero Colobus possuem polegares vestigiais que auxiliam na locomoção arborícola; o macaco-narigudo possui um grande nariz, enquanto que os macacos do gênero Rhinopithecus possuem o nariz muito diminuto; o pênis do mandril é vermelho e o escroto possui cor lilás, enquanto que a face também possui uma coloração vívida que se desenvolve apenas no macho dominante.
Muitos membros da família são parcialmente onívoros, mas a maior parte se alimenta predominantemente de plantas. Os membros da subfamília Colobinae são os mais especializados na folivoria, mas os da subfamília Cercopithecinae são predadores oportunistas, mas comem na maior parte das vezes, frutas e outros itens de origem vegetal. O macaco-de-gibraltar se alimenta principalmente de folhas e raízes, mas também pode comer insetos e pequenos vertebrados.
A gestação é de cinco a sete meses de duração. Nasce um filhote por vez, embora, como em humanos, podem nascer gêmeos. Os juvenis são relativamente bem desenvolvidos, e capazes de escalar e se segurar na pelagem da mãe logo ao nascimento. Comparado com outros mamíferos, a maturidade sexual é tardia, ocorrendo entre quatro e seis anos de idade em muitas espécies.

## Classificação

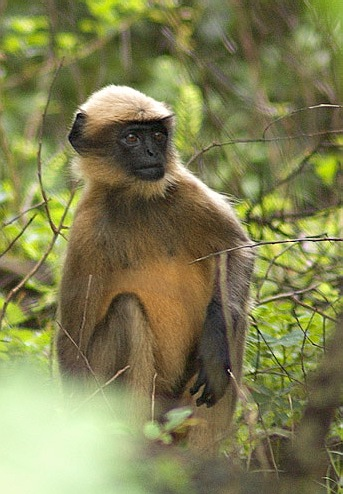
Semnopithecus hypoleucos

Duas subfamílias são conhecidas: Cercopithecinae, que ocorre principalmente na África, e Colobinae, que ocorre majoritariamente na Ásia. Entretanto, membros dessas subfamílias podem ser encontrados em ambos os continentes.
- Superfamília Cercopithecoidea
  - Família Cercopithecidae: Macacos do Velho Mundo
    - Subfamília Cercopithecinae
      - Tribo Cercopithecini
        - Gênero Allenopithecus
          - Allenopithecus nigroviridis

        - Gênero Miopithecus
          - Miopithecus talapoin
          - Miopithecus ogouensis

        - Gênero Erythrocebus
          - Erythrocebus patas

        - Gênero Chlorocebus
          - Chlorocebus sabaeus
          - Chlorocebus aethiops
          - Chlorocebus djamdjamensis
          - Chlorocebus tantalus
          - Chlorocebus pygerythrus
          - Chlorocebus cynosuros

        - Gênero Cercopithecus
          - Cercopithecus dryas
          - Cercopithecus diana
          - Cercopithecus roloway
          - Cercopithecus nictitans
          - Cercopithecus mitis
          - Cercopithecus doggetti
          - Cercopithecus kandti
          - Cercopithecus albogularis
          - Cercopithecus mona
          - Cercopithecus campbelli
          - Cercopithecus lowei
          - Cercopithecus pogonias
          - Cercopithecus wolfi
          - Cercopithecus denti
          - Cercopithecus petaurista
          - Cercopithecus erythrogaster
          - Cercopithecus sclateri
          - Cercopithecus erythrotis
          - Cercopithecus cephus
          - Cercopithecus ascanius
          - Cercopithecus lhoesti
          - Cercopithecus preussi
          - Cercopithecus solatus
          - Cercopithecus hamlyni
          - Cercopithecus lomamiensis
          - Cercopithecus neglectus

      - Tribo Papionini
        - Gênero Macaca
          - Macaca sylvanus
          - Macaca silenus
          - Macaca nemestrina
          - Macaca leonina
          - Macaca pagensis
          - Macaca siberu
          - Macaca maura
          - Macaca ochreata
          - Macaca tonkeana
          - Macaca hecki
          - Macaca nigrescens
          - Macaca nigra
          - Macaca fascicularis
          - Macaca arctoides
          - Macaca mulatta
          - Macaca cyclopis
          - Macaca fuscata
          - Macaca sinica
          - Macaca radiata
          - Macaca assamensis
          - Macaca thibetana
          - Macaca munzala

        - Gênero Lophocebus
          - Lophocebus albigena
          - Lophocebus aterrimus
          - Lophocebus opdenboschi
          - Lophocebus ugandae
          - Lophocebus johnstoni
          - Lophocebus osmani

        - Gênero Rungwecebus
          - Rungwecebus kipunji

        - Gênero Papio
          - Papio hamadryas
          - Papio papio
          - Papio anubis
          - Papio cynocephalus
          - Papio ursinus

        - Gênero Theropithecus
          - Theropithecus gelada

        - Gênero Cercocebus
          - Cercocebus atys
          - Cercocebus torquatus
          - Cercocebus agilis
          - Cercocebus chrysogaster
          - Cercocebus galeritus
          - Cercocebus sanjei

        - Gênero Mandrillus
          - Mandrillus sphinx
          - Mandrillus leucophaeus

    - Subfamília Colobinae
      - Grupo Africano
        - Gênero Colobus
          - Colobus satanas
          - Colobus angolensis
          - Colobus polykomos
          - Colobus vellerosus
          - Colobus guereza

        - Gênero Piliocolobus
          - Piliocolobus badius
          - Piliocolobus pennantii
          - Piliocolobus preussi
          - Piliocolobus tholloni
          - Piliocolobus foai
          - Piliocolobus tephrosceles
          - Piliocolobus gordonorum
          - Piliocolobus kirkii
          - Piliocolobus rufomitratus

        - Gênero Procolobus
          - Procolobus verus

      - Grupo Langur
        - Gênero Semnopithecus
          - Semnopithecus schistaceus
          - Semnopithecus ajax
          - Semnopithecus hector
          - Semnopithecus entellus
          - Semnopithecus hypoleucos
          - Semnopithecus dussumieri
          - Semnopithecus priam

        - Gênero Trachypithecus
          - Grupo T. vetulus
            - Trachypithecus vetulus
            - Trachypithecus johnii

          - Grupo T. cristatus
            - Trachypithecus auratus
            - Trachypithecus cristatus
            - Trachypithecus germaini
            - Trachypithecus barbei

          - Grupo T. obscurus
            - Trachypithecus obscurus
            - Trachypithecus phayrei

          - Grupo T. pileatus
            - Trachypithecus pileatus
            - Trachypithecus shortridgei
            - Trachypithecus geei

          - Grupo T. francoisi
            - Trachypithecus francoisi
            - Trachypithecus hatinhensis
            - Trachypithecus poliocephalus
            - Trachypithecus laotum
            - Trachypithecus delacouri
            - Trachypithecus ebenus

        - Gênero Presbytis
          - Presbytis melalophos
          - Presbytis femoralis
          - Presbytis chrysomelas
          - Presbytis siamensis
          - Presbytis frontata
          - Presbytis comata
          - Presbytis thomasi
          - Presbytis hosei
          - Presbytis rubicunda
          - Presbytis potenziani
          - Presbytis natunae

      - Grupo Odd-nosed
        - Gênero Pygathrix
          - Pygathrix nemaeus
          - Pygathrix nigripes
          - Pygathrix cinerea

        - Gênero Rhinopithecus
          - Rhinopithecus roxellana
          - Rhinopithecus bieti
          - Rhinopithecus brelichi
          - Rhinopithecus avunculus

        - Gênero Nasalis
          - Nasalis larvatus

        - Genus Simias
          - Simias concolor